# Парагвайско-российские отношения
Парагвайско-российские отношения — международные отношения между Парагваем и Россией. Дипломатические отношения между современной Россией и Парагваем были установлены 14 мая 1992 года. Посольство Парагвая в России находится в Москве, посольство России в Парагвае — в Асунсьоне.

## История

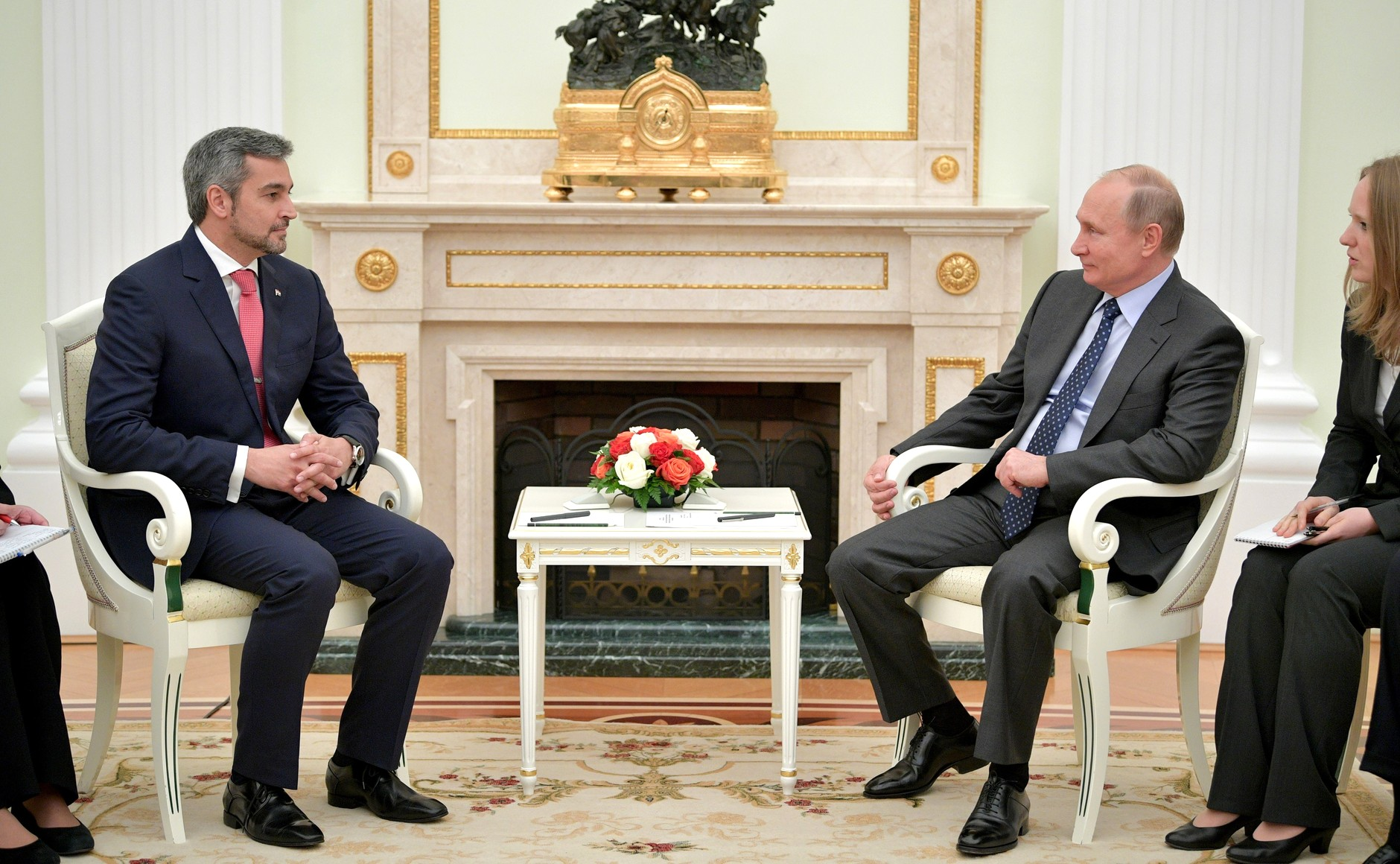
Встреча Президента России
Владимира Путина с избранным президентом Парагвая Марио Абдо Бенитесом, 14 июня 2018 года

30 октября 1862 — состоялись первые письменные контакты между Россией и Парагваем. Президент Парагвая Франсиско Солана Лопес направляет грамоту императору России Александру II о его избрании главой государства.
1909 — вручение верительных грамот президенту Парагвая первым российским чрезвычайным посланником Маврикием Прозором.
1992 — установление дипломатических отношений между современной Россией и Парагваем.
13 сентября 2007 — официальный визит министра иностранных дел РФ Сергея Лаврова в Парагвай, который стал первым визитом главы российской дипломатии за всю историю российско-парагвайских отношений.